# Preben Harris
Preben Harris, född 30 mars 1935 i Frederiksberg på Själland, är en dansk skådespelare och teaterregissör. Harris är bland annat känd för rollen som borgmästare Sejersen i dramaserien Matador och som Erling i filmen I Kina käkar dom hundar. 
Preben Harris är sedan 1961 gift med skådespelaren Bende Harris. Han är riddare av Dannebrogorden.

## Filmografi i urval
- 1954 – Far till fyra far till fjälls
- 1960 – Treklang (TV-film)
- 1970 – Smuglerne (TV-serie)
- 1976 – Snuten som rensade upp
- 1979 – En by i provinsen (TV-serie)
- 1980 – Matador (TV-serie)
- 1983 – SK 917 har just landat! (Miniserie)
- 1992 – Kald mig Liva (Miniserie)
- 1994 – Frihetens skugga (TV-serie)
- 1997–1999 – Taxa (TV-serie)
- 1999 – I Kina käkar dom hundar
- 1999 – Kärlek vid första hick
- 2000 – Edderkoppen (Miniserie)
- 2000 – Mordkommissionen (TV-serie)
- 2001 – En kort en lång
- 2002 – Att veta sanningen
- 2003 – Försvarsadvokaterna (TV-serie)
- 2004 – Krönikan (TV-serie)
- 2010 – Hämnden
- 2011 – Hjælp, det er jul (TV-serie)